# 竹吉徹
竹吉 徹（たけよし とおる、1988年7月18日 - ）は、地方競馬の佐賀競馬場山田義人厩舎所属の騎手である。勝負服の柄は赤、胴黄星散らし。広島県出身。血液型A型。地方競馬教養センター騎手課程第83期生。

## 来歴
2006年3月31日付けで地方競馬騎手免許を取得。同年5月4日第2回佐賀競馬1日目第1競走C2条件戦ガンパウダーで初騎乗（8頭立て2番人気8着）。同年7月2日第4回佐賀競馬5日目第4競走C2条件戦をロイヤルメルボルンで優勝し、初勝利（9頭立て5番人気）。
2008年1月14日第22回全日本新人王争覇戦出場（11人中7位）。
2009年2月15日第19回佐賀競馬5日目第8競走アメジスト特別（C1-1組）をアキノチャレンジで優勝（8頭立て4番人気）し、地方競馬通算100勝達成。同年8月17日第9回サマーチャンピオンでマイネルマキシマムに騎乗し、交流重賞初騎乗（10頭立て9番人気7着）。
2014年、嘉瀬川賞でマイネルパルフェに騎乗し重賞初制覇となる。

## 主な騎乗馬
- マイネルパルフェ（2014年嘉瀬川賞、九千部山賞、2015年松浦川賞、阿蘇山賞、尾鈴山賞、玄界灘賞）
- シャイニーフェイト（2014年春望賞）
- テッド（2014年夏至賞）
- タイセイマスタング（2015年志布志湾賞、大淀川賞）
- コスモポッポ（2016年黒髪山賞）
- エイシンテキサス（2018年園田FCスプリント）
- ローズカラー（2018年九州ジュニアチャンピオン）
- イカニカン（2022年九州ダービー栄城賞）
- ロトヴィグラス（2022年佐賀がばいダッシュ）